# ГЕС Changjin 1
ГЕС Changjin 1 — гідроелектростанція у східній частині Північної Кореї. Знаходячись перед ГЕС Changjin 2, становить верхній ступінь дериваційного каскаду, який використовує ресурс зі сточища річки Changjin, правої притоки Pujon, яка, своєю чергою, є лівою притокою Ялуцзян (утворює кордон між Північною Кореєю та Китаєм і впадає до Жовтого моря).
Каскад Changjin спорудили ще в часи японського колоніального панування в Кореї, тому він також відомий в літературі під японською назвою Chosin. Цей гідровузол став другим (після каскаду Pujon), який реалізовував схему з перекиданням ресурсу із басейну Жовтого моря на схід, в річки, що течуть до Японського моря (при цьому загальне використане каскадом падіння становить 898 метрів).
У межах проєкту для накопичення ресурсу звели дві послідовні греблі на Changjin, обидві виконані як бетонні гравітаційні споруди;
- висотою 55 метрів, яка потребувала 565 тис. м3 матеріалу та утримує найбільше водосховище проєкту з об'ємом 840 млн м3. Зазначений резервуар відомий тим, що в 1950 році під час Корейської війни на його берегах відбулась одна з найтрагічніших для військ ООН битв;
- розташовану трохи нижче греблю Мемул (몌물) висотою 25 метрів, яка потребувала 75 тис. м3 матеріалу та утримує водойму з об'ємом 33 млн млн м3. Ресурс із цього сховища перекачується в перше за допомогою насосної станції, котра забезпечує підйом на висоту 55 метрів.

З основного резервуара в південному напрямку прокладено дериваційний тунель до розташованого за 25 км машинного залу. Останній знаходиться на східному боці водорозділу між басейнами Жовтого та Японського моря, в долині одного з правих притоків річки Songch'on (впадає до останнього з названих морів неподалік міста Хамхин). При цьому можливо відзначити, що згаданий вище каскад Pujon також здійснює перекидання води у сточище Songch'on, проте в долину її іншої правої притоки.
Введена в експлуатацію у 1936 році, ГЕС Changjin 1 мала потужність у 144 МВт (найбільший показник серед чотирьох станцій каскаду загальною потужністю 334 МВт).
Відпрацьована на ГЕС Changjin 1 вода потрапляє до тунелю, котрий веде на розташовану за 6 км станцію Changjin 2 (можливо відзначити, що загальна довжина дериваційних тунелів каскаду становить 44,7 км).
Видача продукції відбувається через ЛЕП, призначені для роботи під напругою 220 кВ.

## Корейська війна
З початку літа 1952-го авіація ООН неодноразово піддавала бомбардуванням північнокорейські електростанції. Після першої атаки у кінці червня, Changjin 1 була повторно піддана бомбардуванням 29 серпня (літаки ВПС США) та у вересні 1952-го, лютому і травні 1953-го (авіагрупи Сьомого флоту).
Повторно Changjin 1 ввели в експлуатацію у другій половині 1950-х, при цьому первісно змонтоване тут японське обладнання замінили на постачене з Чехословаччини.